# Типы ферм
Типы ферм и ферменных конструкций — типы строительных несущих конструкций, применяемые, как правило, для перекрытия большого расстояния — пролёта, либо в декоративных целях. Ферменные конструкции выполняются обычно стальными или железобетонными, реже — деревянными.

## Балка Виренделя

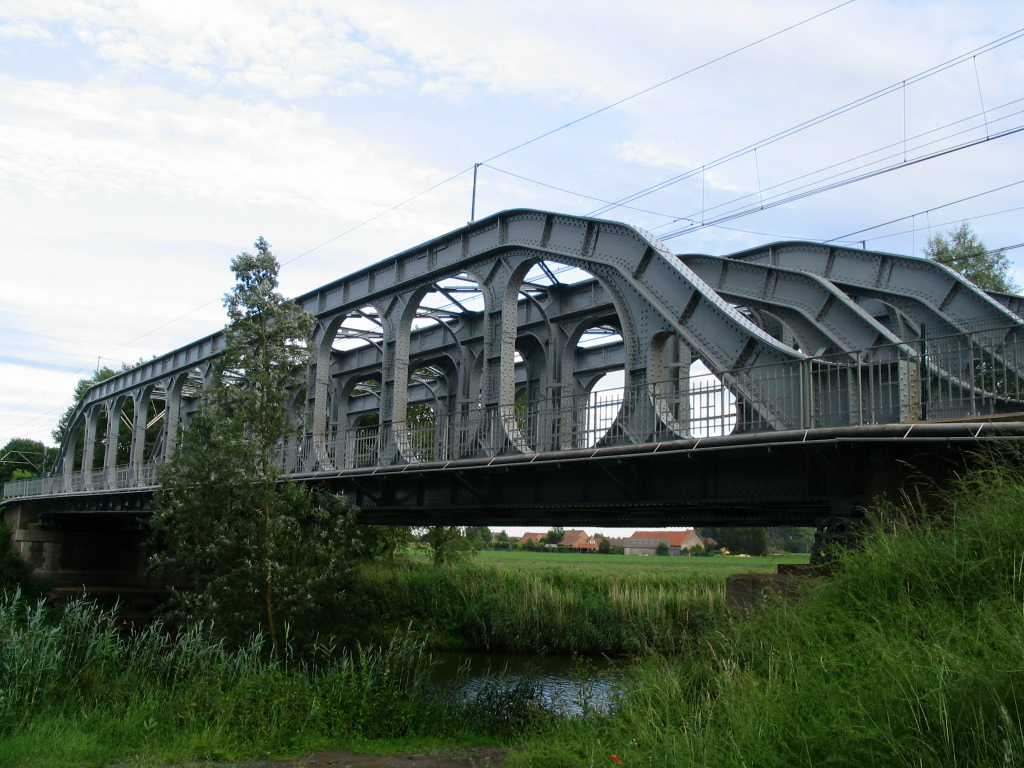
Мост Виренделя; обратите внимание на отсутствие диагональных элементов в первичной структуре.

Балка Виренделя представляет собой структуру, в которой элементы не триангулированы, но образуют прямоугольные отверстия и представляют собой рамы с жёсткими соединениями, способные передавать и воспринимать изгибающие моменты. Как таковая, эта балка не соответствует строгому определению фермы (так как она не содержит пары сил); регулярные стропила состоят из элементов, которые обычно предполагают наличие соединений, подразумевая, что не существует никаких поворачивающих их моментов на концах. Этот тип структуры был назван в честь бельгийского инженера Артура Виренделя, разработавшего её в 1896 году. Эта структура использовалась для мостов, но в связи с высокими затратами по сравнению с триангулированной (треугольной) фермой встречается редко.
Полезность этого типа структуры в зданиях в том, что большая часть внешнего контура состоит из прямоугольных элементов и может быть использована для устройства оконных и дверных проёмов.

## Ферма Уоррена
Уоррен, использовав элементы конструкции, работающие на сжатие и растяжение, как в ферме Пратта-Хова, но проще; она часто используется в конструкциях, сделанных из обычного стального проката.

## Ферма Пратта
Ферма Пратта была запатентована в 1844 году двумя железнодорожными инженерами из Бостона — Калебом Праттом и его сыном Томасом Уиллисом. В конструкции используются вертикальные сжатые элементы и горизонтальные растянутые элементы. Ферма Пратта-Хова одинаково хорошо работает при воздействии нагрузки сверху и снизу.

## Ферма Больмана
Ферма Больмана — весьма сложное сооружение с большим числом секций для сооружения мостов; появилась одной из первых и получила в Америке широкое распространение благодаря политическим, нежели техническим талантам создателя. Больману удалось убедить американское правительство, что его конструкция фермы самая надёжная, из-за чего её внедряли даже принудительно. Элементы конструкции, работающие на растяжение, были сильно удлинены, что уменьшало эффективность такой фермы; Финк укоротил их.

## Ферма Финка
Ферма Финка использовалась в тех же целях, что и ферма Больмана, её элементы были укорочены и на практике оказались более эффективны.
Если в нижней части фермы Финка проложить сплошную балку, она станет фермой Пратта или Хова. Аналогичную конструкцию используют и в традиционном биплане.

## Бельгийская (треугольная) ферма
Бельгийская (треугольная) ферма — современная треугольная ферма со шпренгелями в верхнем поясе, поддерживающая крышу.

## Кингпост
Один из самых простых вариантов фермы реализован в кингпосте (стойка короля), состоит из двух наклонных опор, опирающихся в общую вертикальную опору.

Стойка королевы — ферменная конструкция, похожая на стойку короля тем, что внешние опоры расположены под углом по направлению к центру конструкции. Основное отличие заключается в горизонтальном расширении в центре, который опирается на балку для обеспечения механической стабильности. Этот тип фермы подходит только для относительно небольших пролётов.

## Решётчатая мостовая ферма
Решётчатая мостовая ферма, разработанная американским архитектором Итиль Тауном в виде решётчатой структуры как альтернатива тяжёлым деревянным мостам. Конструкция, запатентованная в 1820 и 1835 годах, использует обычные доски, расположенные по диагонали с небольшими пространствами между ними.

## Ферма под верхний свет
В крупных производственных зданиях и общественных зданиях при проектировании зальных помещений большой ширины для создания естественного светового режима в помещениях применяют так называемый «верхний свет», который создают сплошные светопрозрачные покрытия в виде поперечных полос или зенитные фонари. Верхний свет применяется в зданиях выставок, вокзалов, почтамтов, в спортзалах, музеях, картинных галереях и других. Обычно вокруг освещённых зальных помещений располагают другие помещения.